# Говорящие картинки
«Говорящие картинки» (яп. カツベン кацубэн; в зарубежном прокате — англ. Talking the Pictures) — комедия японского режиссёра Масаюки Суо, снятый и выпущенный в прокат в 2019 году студией Altamira Pictures Inc.. Главные роли исполнили Масатоси Нагасэ, Юина Куросима и Рё Нарита. Сюжет фильм фокусируется на истории Сунтаро Сомэтани (Нарита), молодого японца, желающего стать бэнси. Фильм получил сдержанные оценки кинокритиков, положительно оценивших актёрскую игру Нариты, но негативно отозвавшихся о комедийной составляющей. Картина была представлена на Премии Японской киноакадемии в четырех номинациях, а исполнитель главной роли Рё Нарита был удостоен премии «Майнити» в категории «Лучший актёр».
Премьерный показ фильма состоялся в октябре 2019 года в рамках международного кинофестиваля в Токио.

## Сюжет
Действие картины происходит в Японии начала 20-го века. В центре сюжета — приключения молодого человека Сунтаро, который хочет попасть в киноиндустрию на уникальную для его страны работу: комментатора немого кино, известного как «кацубэн» или просто «бэнси», дополнительно поясняющего зрителям происходящие в фильме события. В результате, устроившись на желаемую должность, Сунтаро становится свидетелем ожесточенной конкуренции между различными кинотеатрами, каждый из которых старательно борется за свою аудиторию. В стремлении стать лучшим бэнси Сунтаро приходится столкнуться как с представителями криминального мира, так и с другими бэнси, нежелающими уступать ему.

## В ролях
| Актёр              | Роль             |
| ------------------ | ---------------- |
| Нодзоми де Ланкесэ | Уоллас           |
| Сосукэ Икэмацу     | Бунтаро Футагава |
| Мао Иноуэ          | Котоэ Татибана   |
| Фумио Кохината     | Сигэдзо Татибана |
| Кодзи Якусо        | Масаюси Аракава  |
| Юина Куросима      | Умэко Курихара   |
| Кэнго Кора         | Такаюки Мотэги   |
| Бокудзо Масана     | Кокити           |
| Канро Морита       | Сиро Наито       |
| Масатоси Нагасэ    | Сусэй Ямаока     |
| Рё Нарита          | Сунтаро Сомэтани |
| Такума Отоо        | Торао Ясуда      |

## Критика
«Говорящие картинки» получил в целом благоприятные отзывы кинокритиков. В качестве достоинств фильма рецензенты отмечали «легкий» режиссёрский стиль Суо, музыкальное сопровождение, динамичное развитие сюжета и общую атмосферность картины. При этом обозреватели негативно оценили банальность сценарных ходов, а также отсутствие жанровой целостности фильма, сочетающего элементы романтической комедии, стилистически отсылающих к кинематографу Японии 50-60-х годов, с сильным влиянием американской фарсовой комедии периода немого кино. При этом критиками отмечалась актёрская игра Рё Нариты, крайне подходящая, по их мнению, к общему ностальгическому замыслу картины. Так обозреватель Japan Times, Марк Шиллинг, указывал, что именно «энергичность, наглость и талант» Нариты в образе Сунтаро, стоящего за кафедрой бэнси, создает «волшебство кино». Наоко Синоги из GQ Japan также выделил непоследовательность в комедийной составляющей фильма, но назвал в качестве достоинств фильма высокий уровень режиссуры (в особенности он обратил внимание на проработанность декорации и специально снятые для фильмы немые короткометражки), а также актёрские работы Рё Нариты, Масатоси Нагасэ и Кэнго Коры.

## Награды и номинации
| Премия                       | Год  | Категория                                       | Результат |
| ---------------------------- | ---- | ----------------------------------------------- | --------- |
| Премия Японской киноакадемии | 2019 | Лучший режиссёр (Масаюки Суо)                   | Номинация |
| Премия Японской киноакадемии | 2019 | Лучший сценарий (Сёдзё Катасима)                | Номинация |
| Премия Японской киноакадемии | 2019 | Лучшая операторская работа (Дзунити Фудзисава)  | Номинация |
| Премия Японской киноакадемии | 2019 | Лучшее музыкальное сопровождение (Ёсикадзу Суо) | Номинация |
| Премия «Майнити»             | 2019 | Лучший актёр (Рё Нарита)                        | Победа    |